# Anou Boussouil
Anou Boussouil ("Veliki ponor") je vapnenačka krška špilja smještena u planinskom lancu Djurdjura u Alžiru. Špilja je duga 3,200 metara, a duboka 805 metara. Ulaz u pećinu je 1,074 metara uz planinu. Tijekom proljetne kišne sezone, snijeg koji se otapa izlijeva se kroz kanal koji vodi izravno do ulaza u špilju, nastavljajući proces erozije. To je razlikuje od ostalih špilja u lancu Djurdjura, koje su neaktivne i više se ne proširuju erozijom.
Špilju su prvi put znanstveno istražili 1933. godine speleolozi Fourastier i André Belin. Kasnije su ekspedicije otkrile da se špilja zapravo sastoji od dva odvojena segmenta. Prvi segment je uvijen i relativno uzak, na kraju se otvara u veću kavernu. Ulaz u drugi segment je vrtača koja se spušta približno 65 metara u niz jamskih komora. Unutar ovog niza nalazi se galerija lokalno poznata kao fr. salle des affamés , odnosno "dvorana gladnih". Ovaj se segment na kraju otvara u potopljenu (vault) komoru.
Godine 1950. istražena je do dubine od 505 metara; u to je vrijeme bila poznata kao druga najveća jama na svijetu. Ekspedicija iz 1980. otkrila je da špilja doseže najveću dubinu od 805 metara. Nakratko je bila poznata kao najdublja špilja u Africi prije nego što je Anou Ifflis istražena do dubine od 1,170 metara.